# Île de Tombo
L'île de Tombo est une île de l'océan Atlantique à la pointe de la péninsule guinéenne de Kaloum, à environ 4 km (2,49 mi) est des îles de Loos.

## Historique
L'île fut placée sous protectorat français par le roi de Dubréka, Balé Demba, le 20 juin 1880, comme le reste de son royaume. Cette démarche visait à contrer l'influence anglaise grandissante dans la région. Le 1er février 1885, par un acte additionnel au traité du 20 juin 1880, le lieutenant-gouverneur des Rivières du Sud, Jean Bayol, obtient de Balé Demba la cession d'un terrain dans l'île de Tombo, près du village de Conakry, ce qui va permettre la fondation de la future capitale de la colonie.
Le 24 décembre 1885, les Allemands renoncent à s'établir sur l'île de Tombo et obtiennent en compensation un territoire à la frontière entre le Togo et le Dahomey. L'île est devenue un territoire français après son acquisition le 8 juin 1889.
L'intérêt de l'île était de permettre la construction d'un port en eau profonde.

## Situation géographique
L'île est le site sur lequel la capitale Conakry a été construite. C'est le site de la vieille ville de Conakry tandis que la nouvelle ville coloniale est située à Kaloum. Il est relié à la péninsule par une chaussée. Aujourd'hui, le bras de mer qui séparait l'île du continent s'est progressivement comblé. En 1891, le voyageur E. Guillou notait : « Conakry est séparé de la grande terre à marée haute ; quand la mer est basse, on traverse à pied le détroit à sec, large à peine de trois cents mètres. »
Le port autonome de Conakry se trouve sur cette ancienne île.

## Voir également